# Монтенарс
Монтенарс (итал. Montenars) је насеље у Италији у округу Удине, региону Фурланија-Јулијска крајина.
Према процени из 2011. у насељу је живело 536 становника. Насеље се налази на надморској висини од 399 м.

## Становништво
Према резултатима пописа становништва 2011. у општини је живело 558 становника.
| 1936. | 1951. | 1961. | 1971. | 1981. | 1991. | 2001. | 2011. |
| ----- | ----- | ----- | ----- | ----- | ----- | ----- | ----- |
| 1.323 | 1.316 | 1.065 | 741   | 672   | 607   | 536   | 558   |

## Партнерски градови
- Арецо